# Maumusson-Laguian
Maumusson-Laguian (gaskognisch: Maumusson e Laguian) ist eine französische Gemeinde mit 143 Einwohnern (Stand 1. Januar 2022) im Département Gers in der Region Okzitanien; sie gehört zum Arrondissement Mirande.

## Geografie
Maumusson-Laguian liegt rund 17 Kilometer südöstlich der Kleinstadt Aire-sur-l’Adour im Westen des Départements Gers an der Grenze zum Département Pyrénées-Atlantiques. Die wichtigsten Gewässer sind die Flüsse Bergons und Saget, der Bach Armenlane sowie einige Staubecken und kleine Teiche. Wichtigste überregionale Verkehrsverbindung ist die wenige Kilometer westlich der Gemeinde verlaufende Autoroute A65 (Teil der Europastraße 7). In Riscle und Castelnau-Rivière-Basse befinden sich die nächstgelegenen Bushaltestellen (Buslinie 940 Mont-de-Marsan - Aire-sur-l’Adour - Tarbes). 
Umgeben wird Maumusson-Laguian von den Nachbargemeinden Riscle im Norden und Nordosten, Cannet im Osten, Saint-Lanne (im Département Hautes-Pyrénées) im Südosten und Süden sowie Viella im Westen. 

## Geschichte
Die Gemeinde lag in der Gascogne und gehörte dort zur Region Bas-Armagnac. Von 1793 bis 1801 gehörten Maumusson und Laguian zum Distrikt Nogaro, von 1793 bis 1801 und von 1954 bis 2015 zum Wahlkreis (Kanton) Riscle. 1822 fusionierten Maumusson und Laguian (1821:182 Einwohner) zur Gemeinde Maumusson-Laguian. In den Jahren zwischen 1802 und 1954 war die Gemeinde ein Bestandteil des 1954 aufgelösten Kantons Plaisance.

## Bevölkerungsentwicklung
| Jahr                       | 1962 | 1968 | 1975 | 1982 | 1990 | 1999 | 2006 | 2012 | 2020 |
| Einwohner                  | 240  | 202  | 182  | 174  | 163  | 165  | 157  | 148  | 145  |
| Quellen: Cassini und INSEE |      |      |      |      |      |      |      |      |      |

## Sehenswürdigkeiten
- Schloss aus dem 13. Jahrhundert (heute ein Jagdschlösschen/eine Jagdhütte)
- Kirche Notre-Dame aus dem Jahr 1840
- Schule aus dem Jahr 1881
- Flur- und Wegkreuze sowie eine Marienstatue

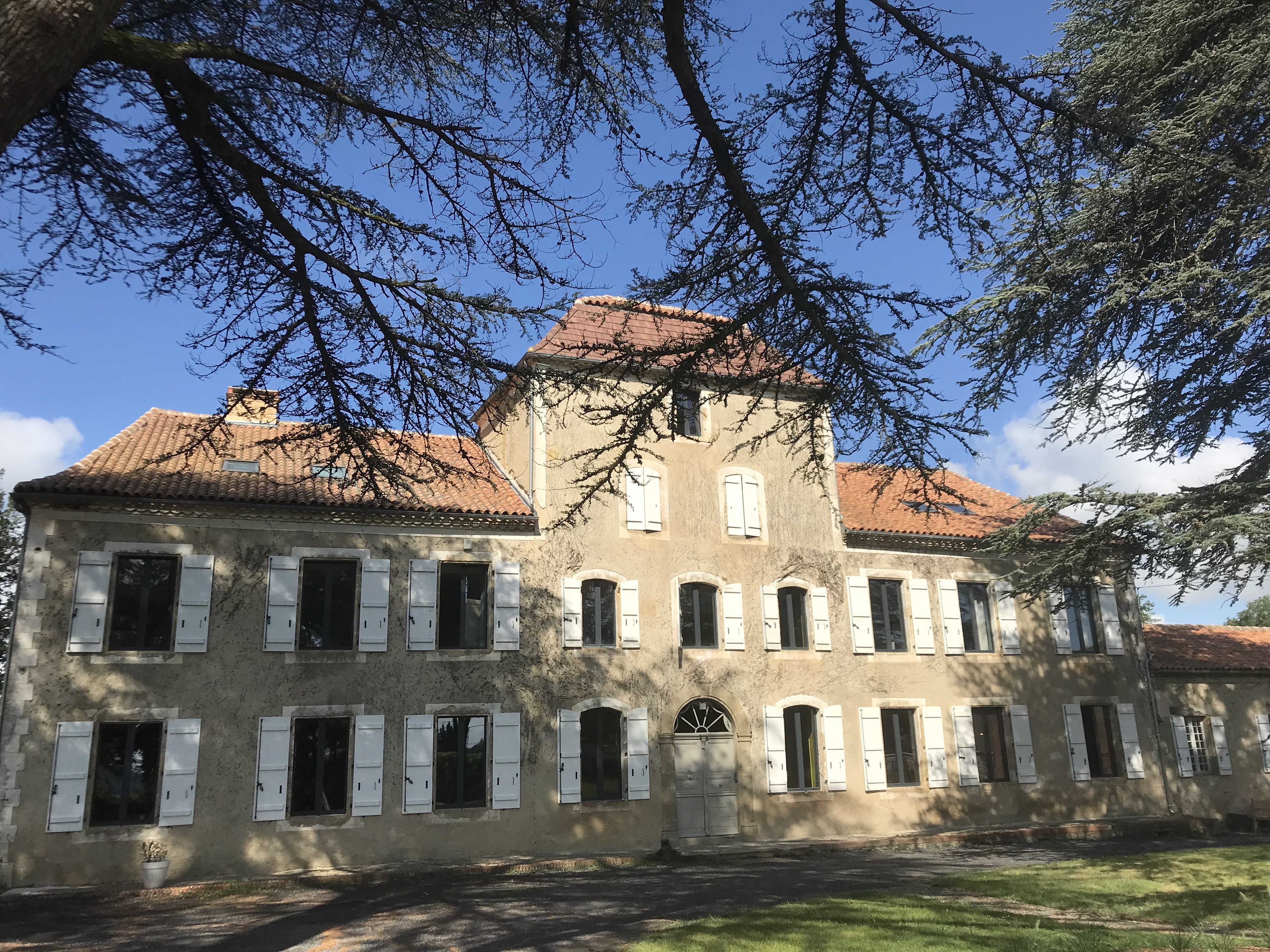
Schloss
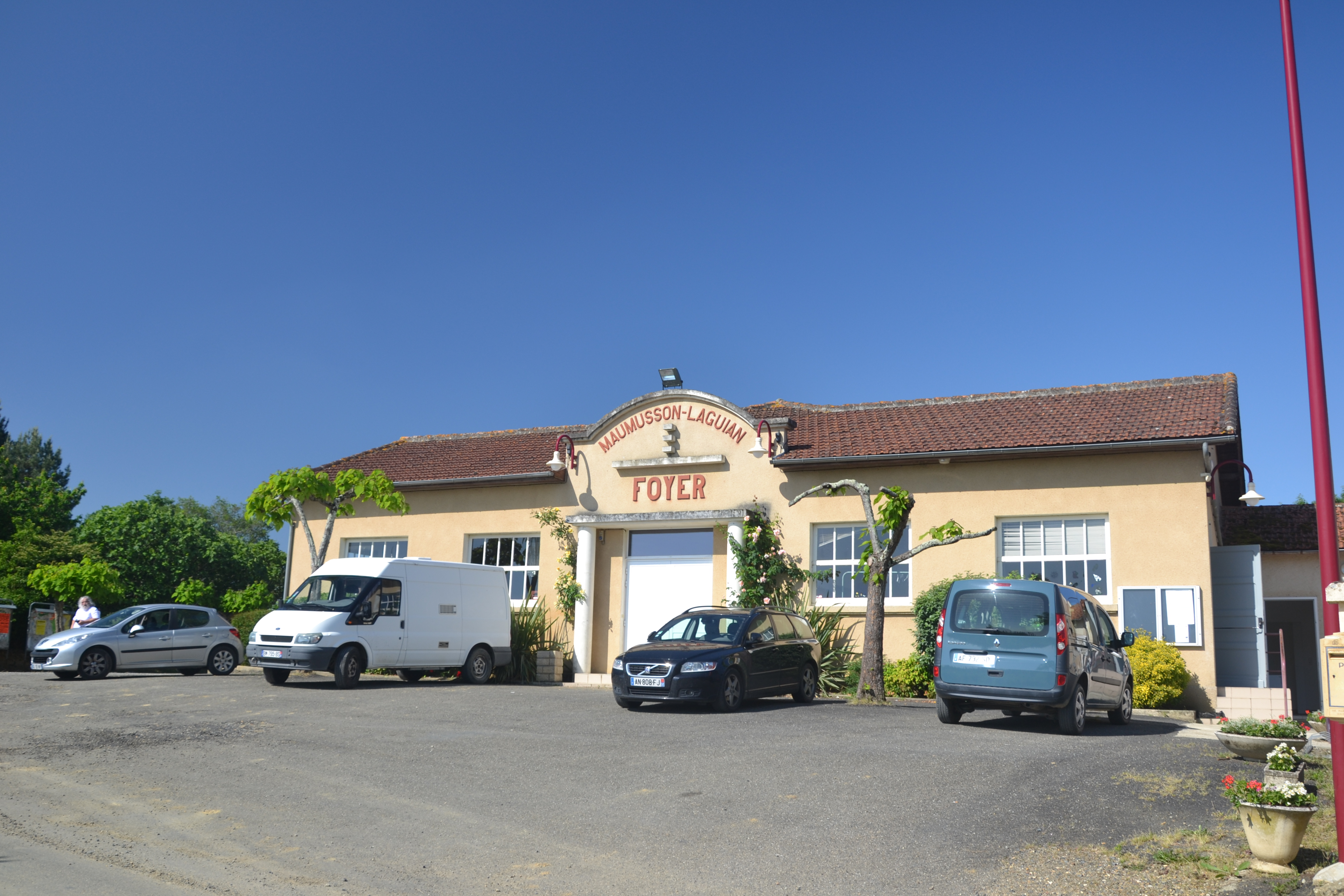
Dörflicher Treffpunkt
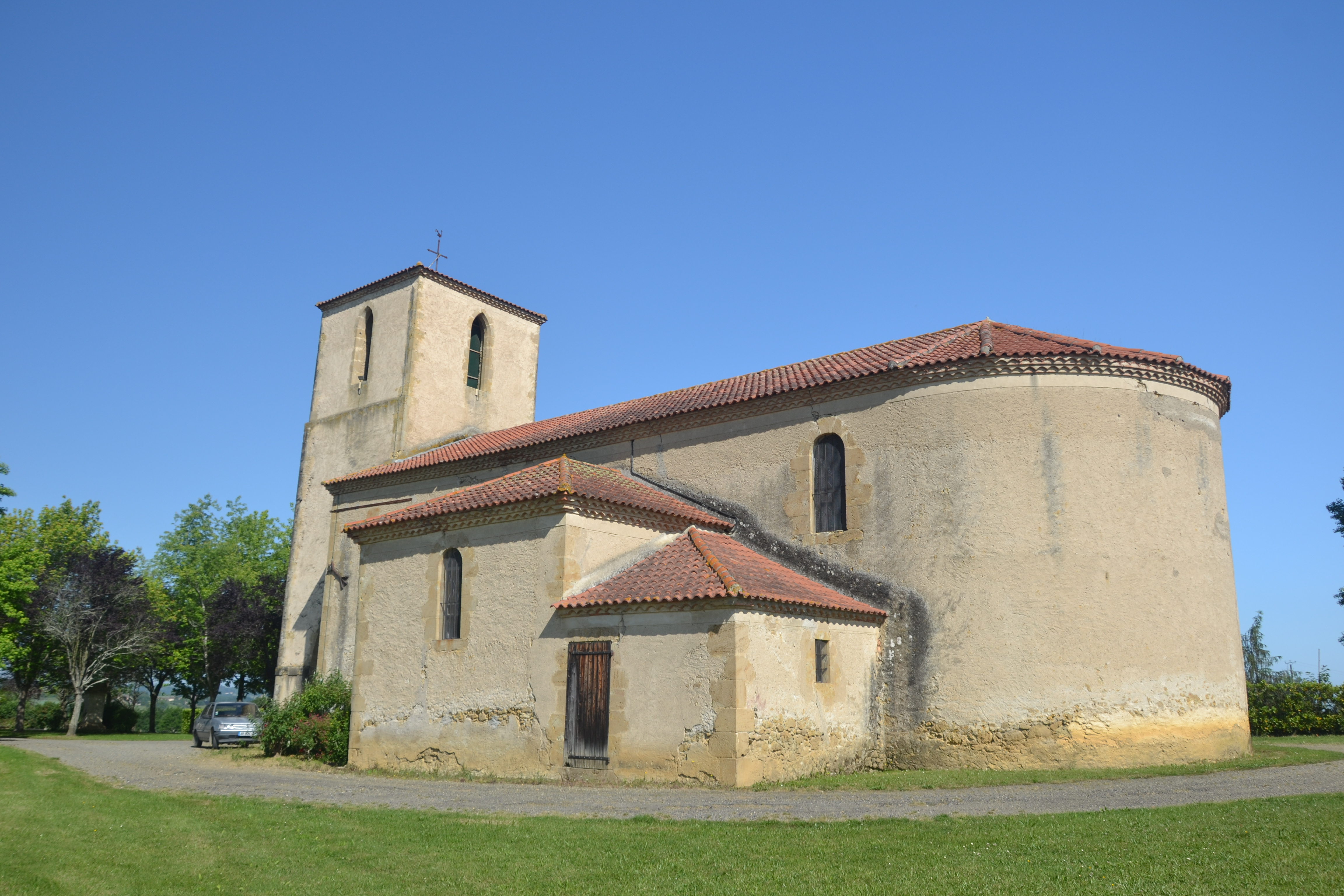
Kirche Notre-Dame
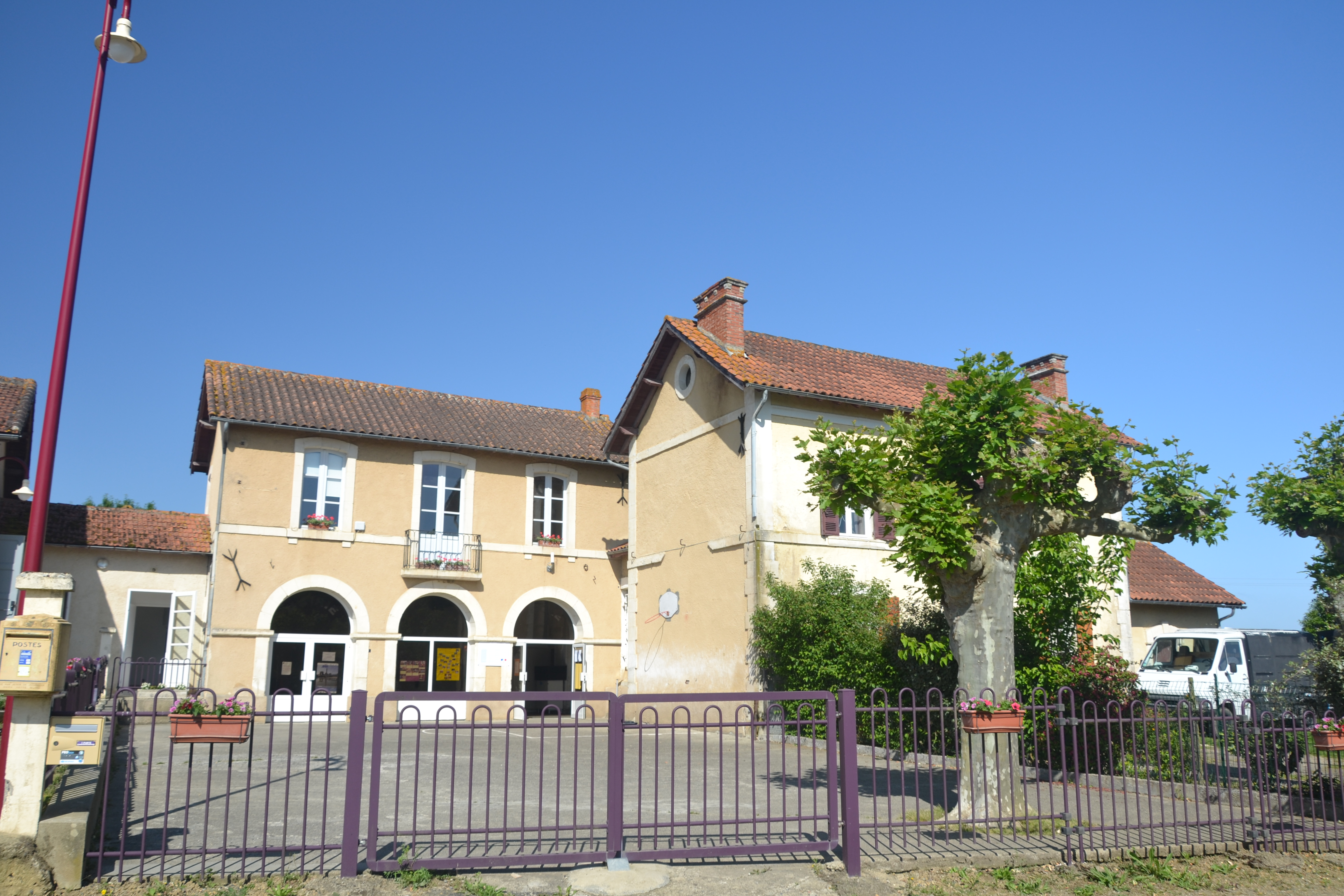
Mairie (Rathaus) von Maumusson-Laguian
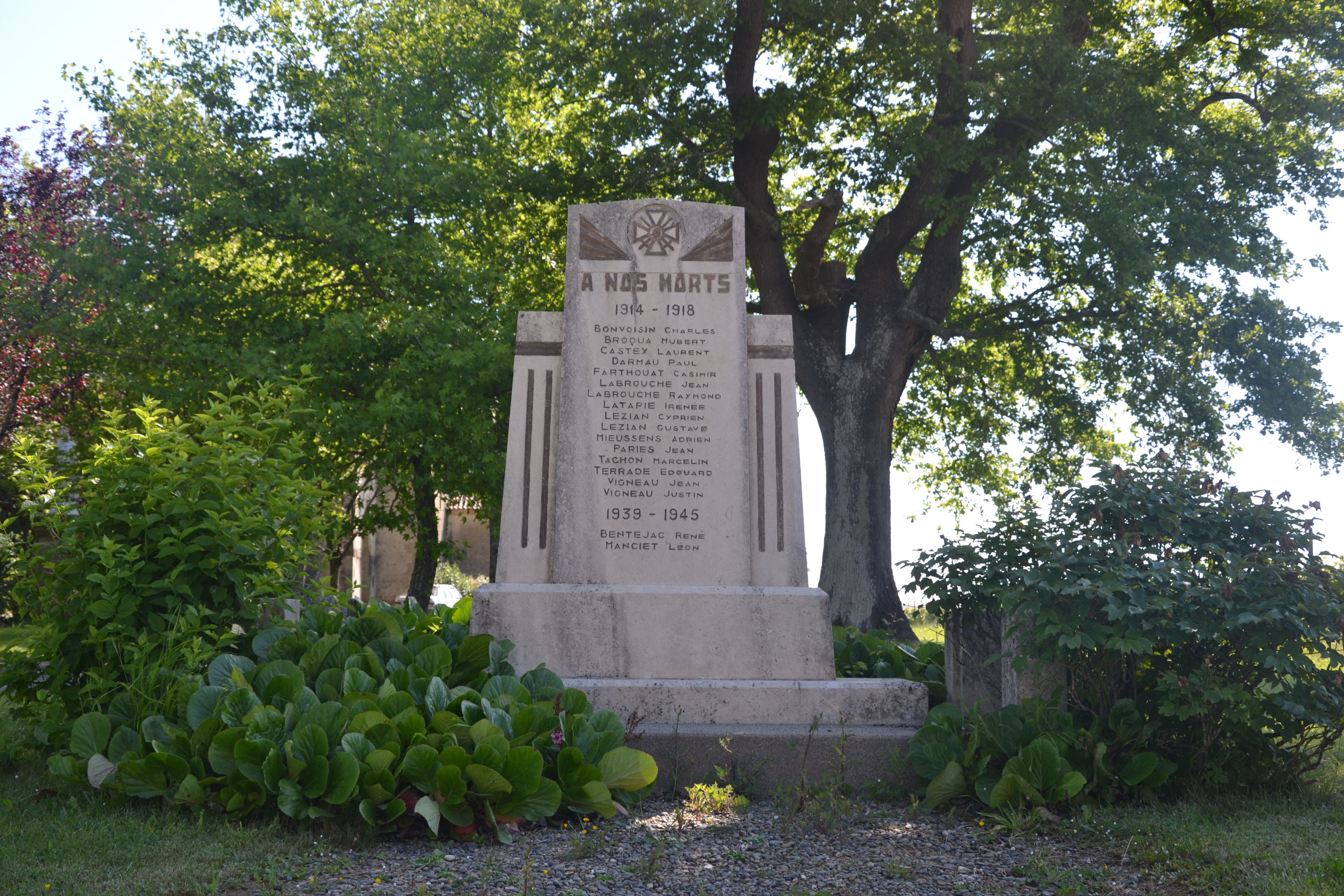
Denkmal für die Gefallenen

## Weinbau
Die Rebfläche der Gemeinde sind Teil des Weinbaugebietes Béarn.